# Cimetière de Fenain
Le cimetière de Fenain est un cimetière situé au sud-est du finage de Fenain, dans le Nord, en France, il remplace celui qui existait autour de l'église Saint-André.

## Description
Il existait autrefois un cimetière autour de l'église Saint-André, celui-ci disparaît au cours du milieu du XXe siècle, ses premières traces remontaient au XIIIe siècle. Le maire décide le 7 juin 1925 de la translation du cimetière, mais meurt quelques jours plus tard. Devant l'opposition de la population, le nouveau maire revient cette décision, la dernière inhumation a lieu le 24 novembre 1950. Des tombes sont ensuite déplacées de l'ancien cimetière vers le nouveau. 

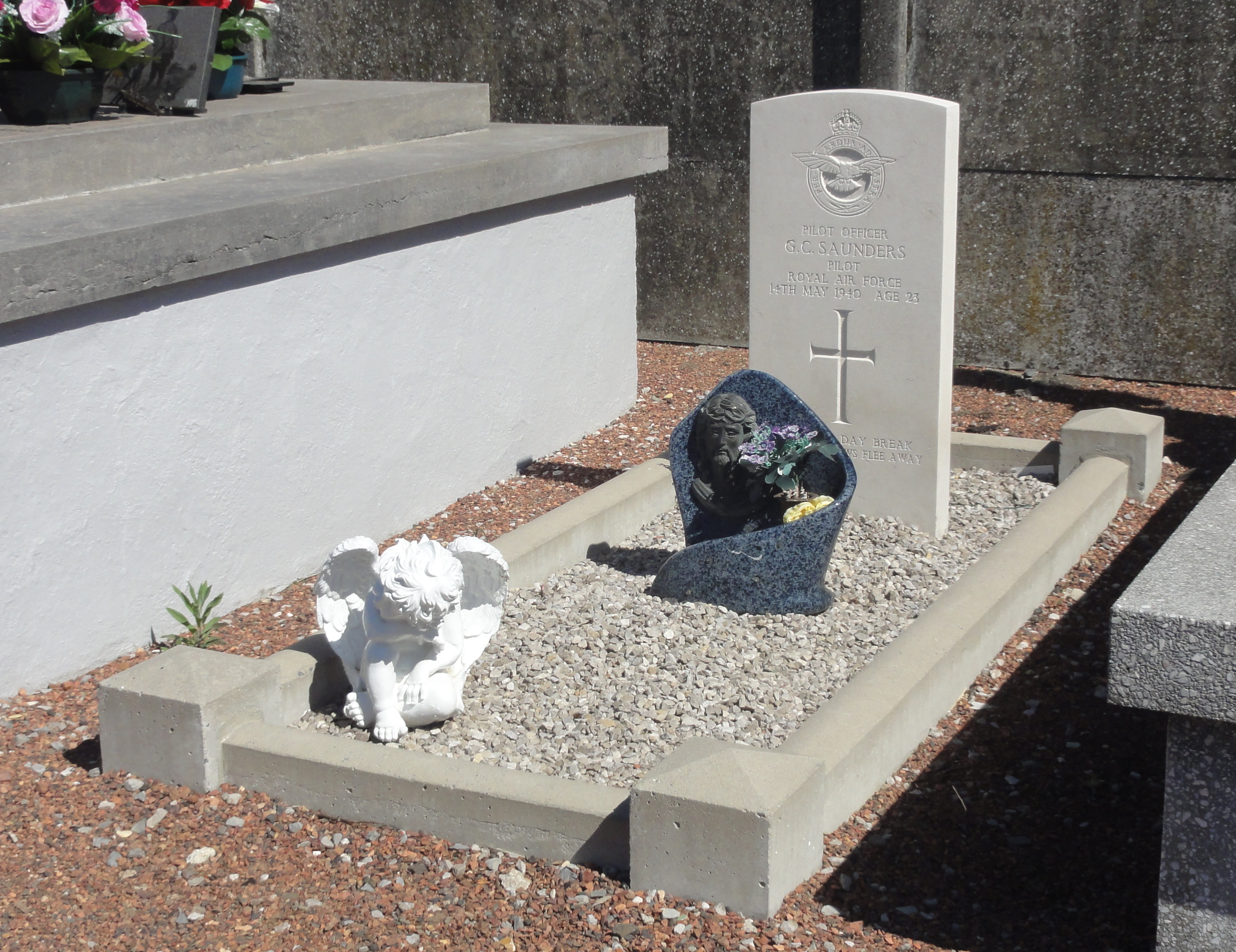
Tombe du Commonwealth.
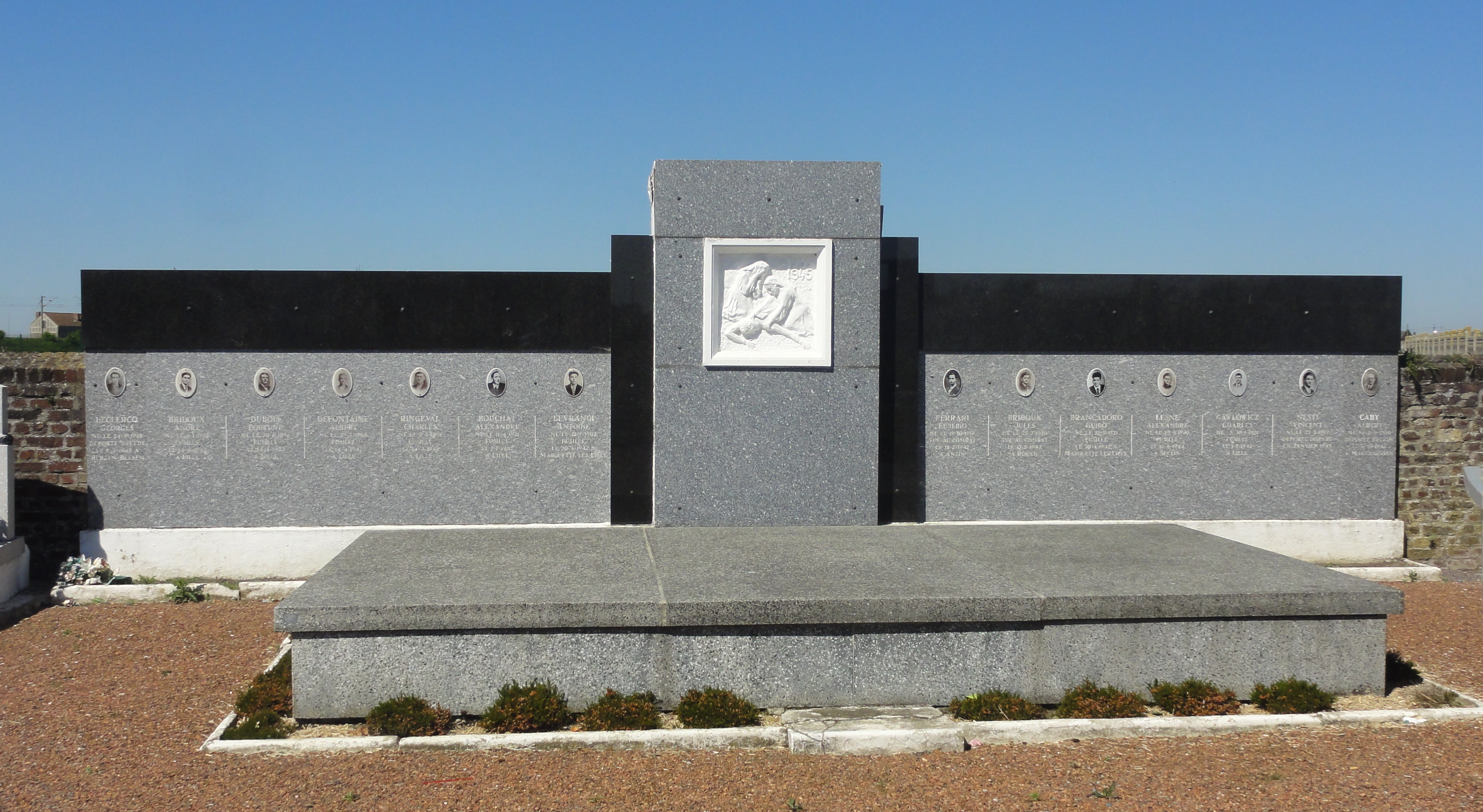
Tombe collective des résistants.
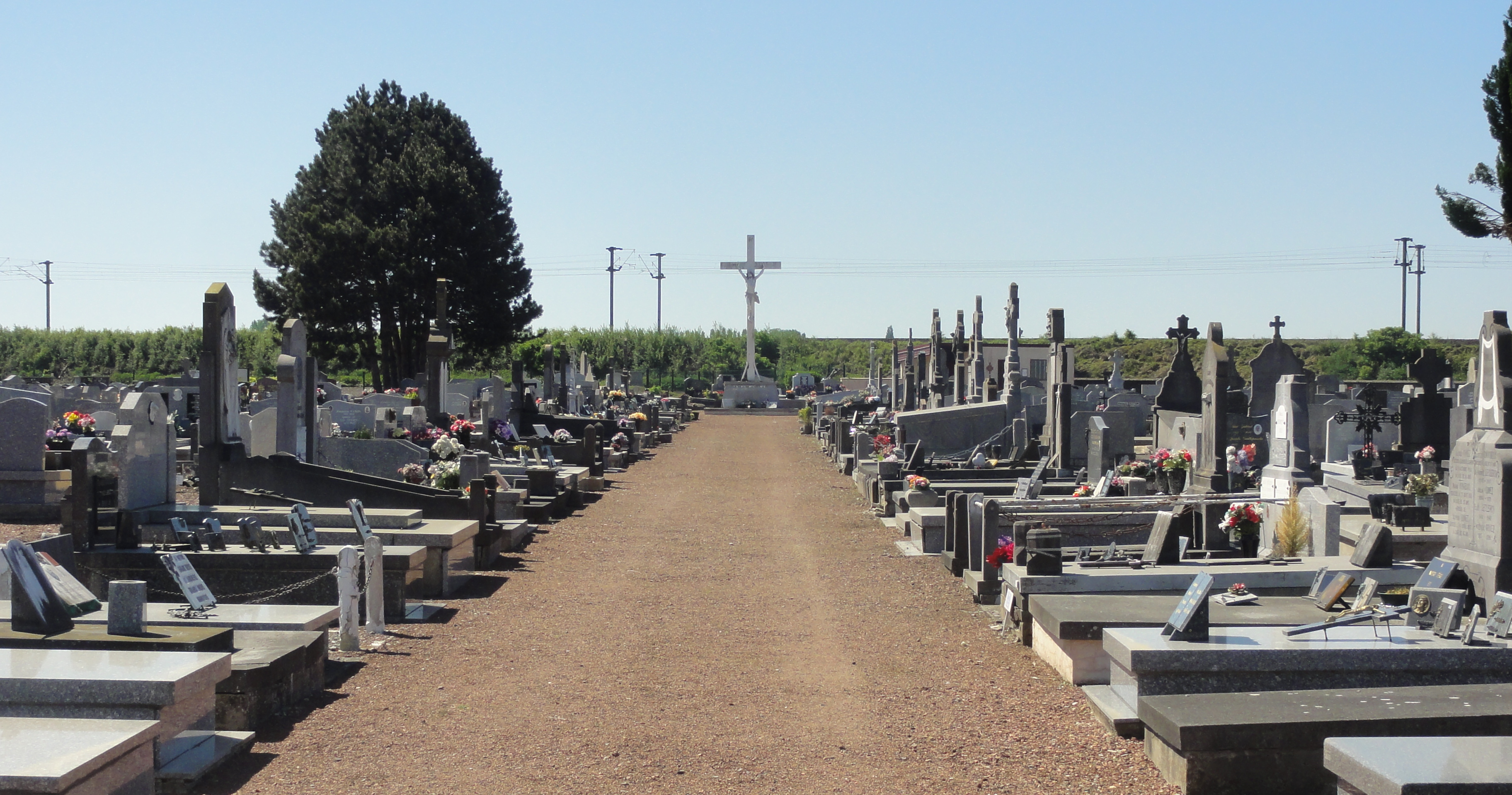
La partie ancienne.
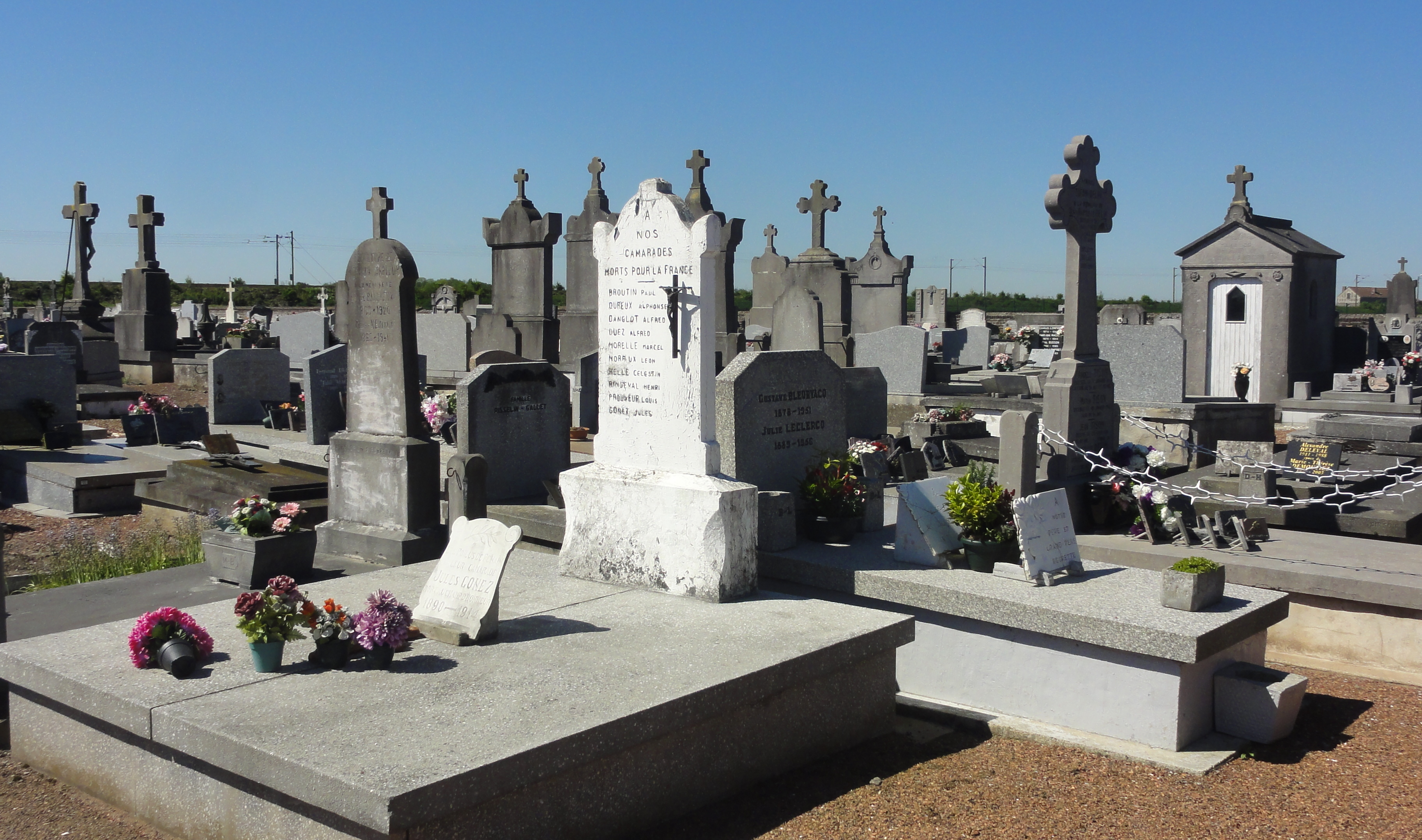
Tombe regroupant dix soldats morts pour la France.
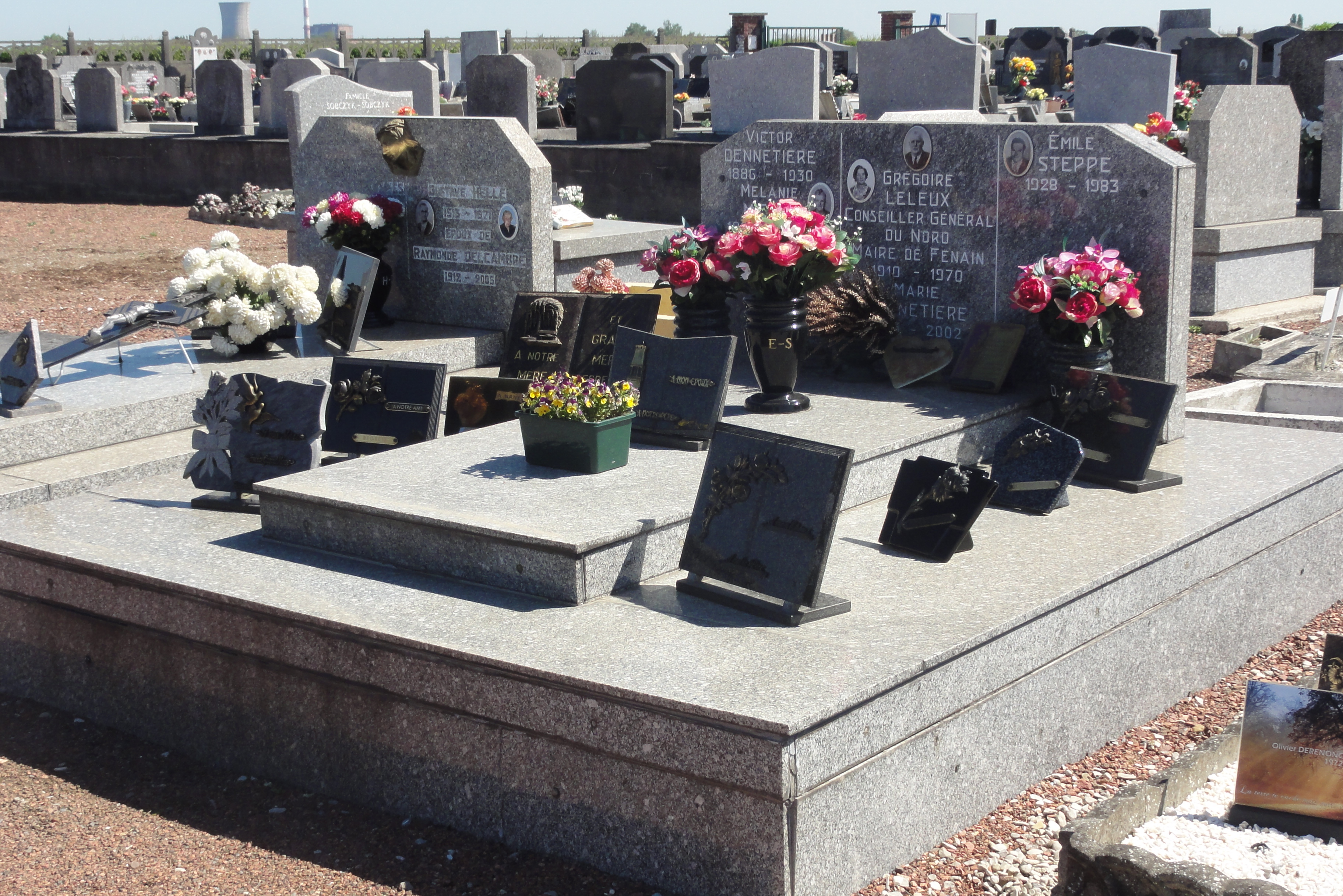
Tombe de Grégoire Leleux.
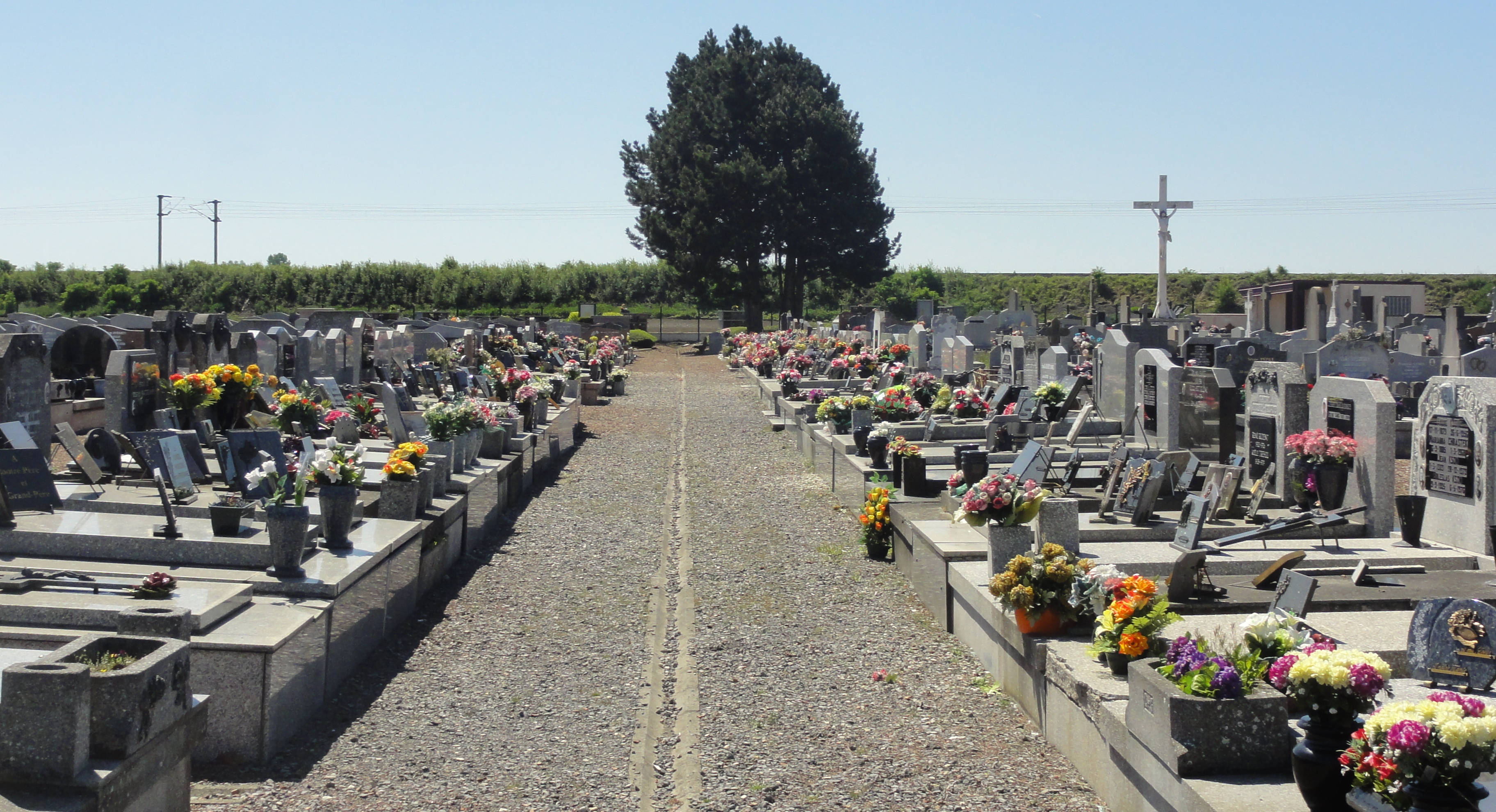
La partie récente.
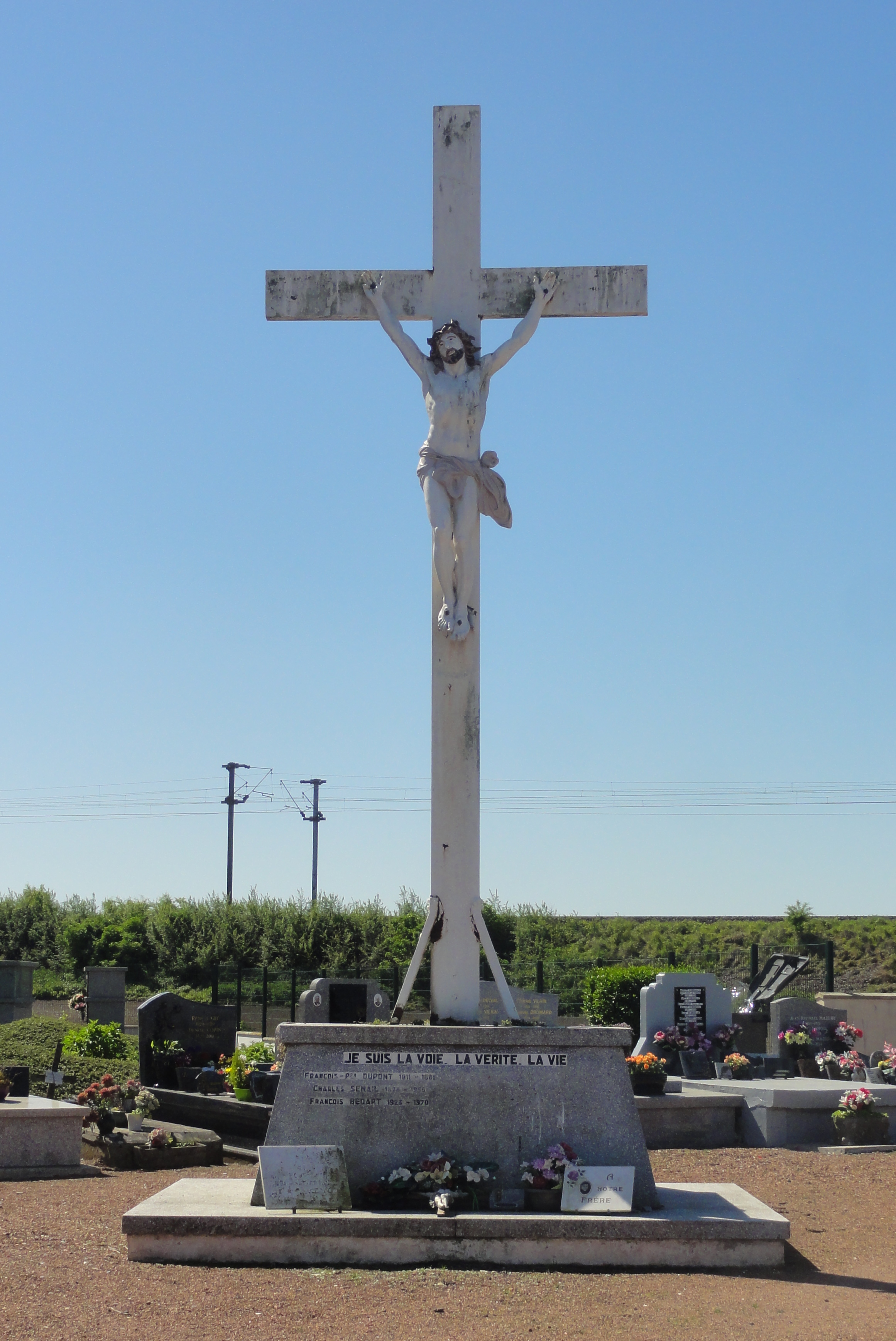
Le calvaire.
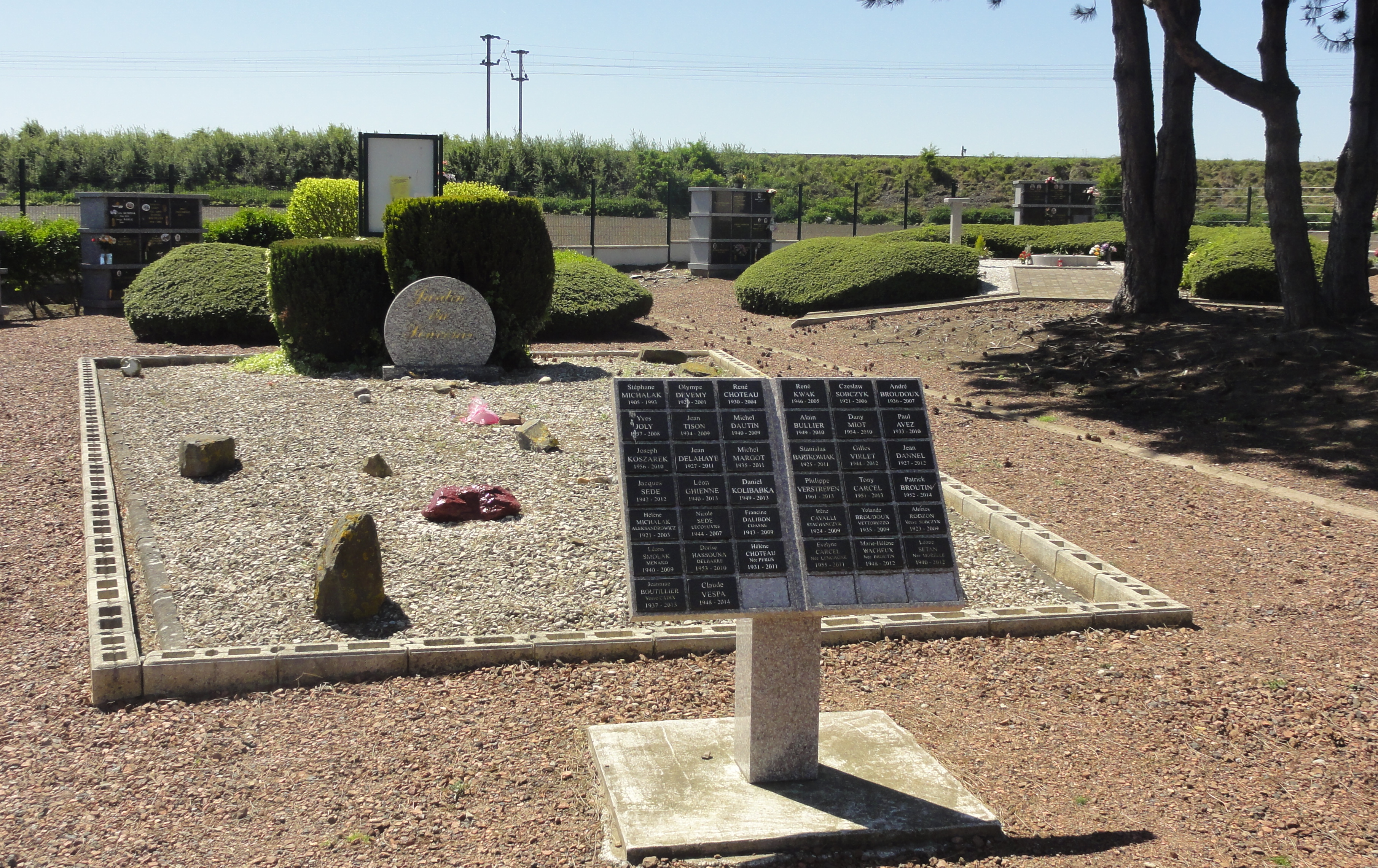
Le columbarium.
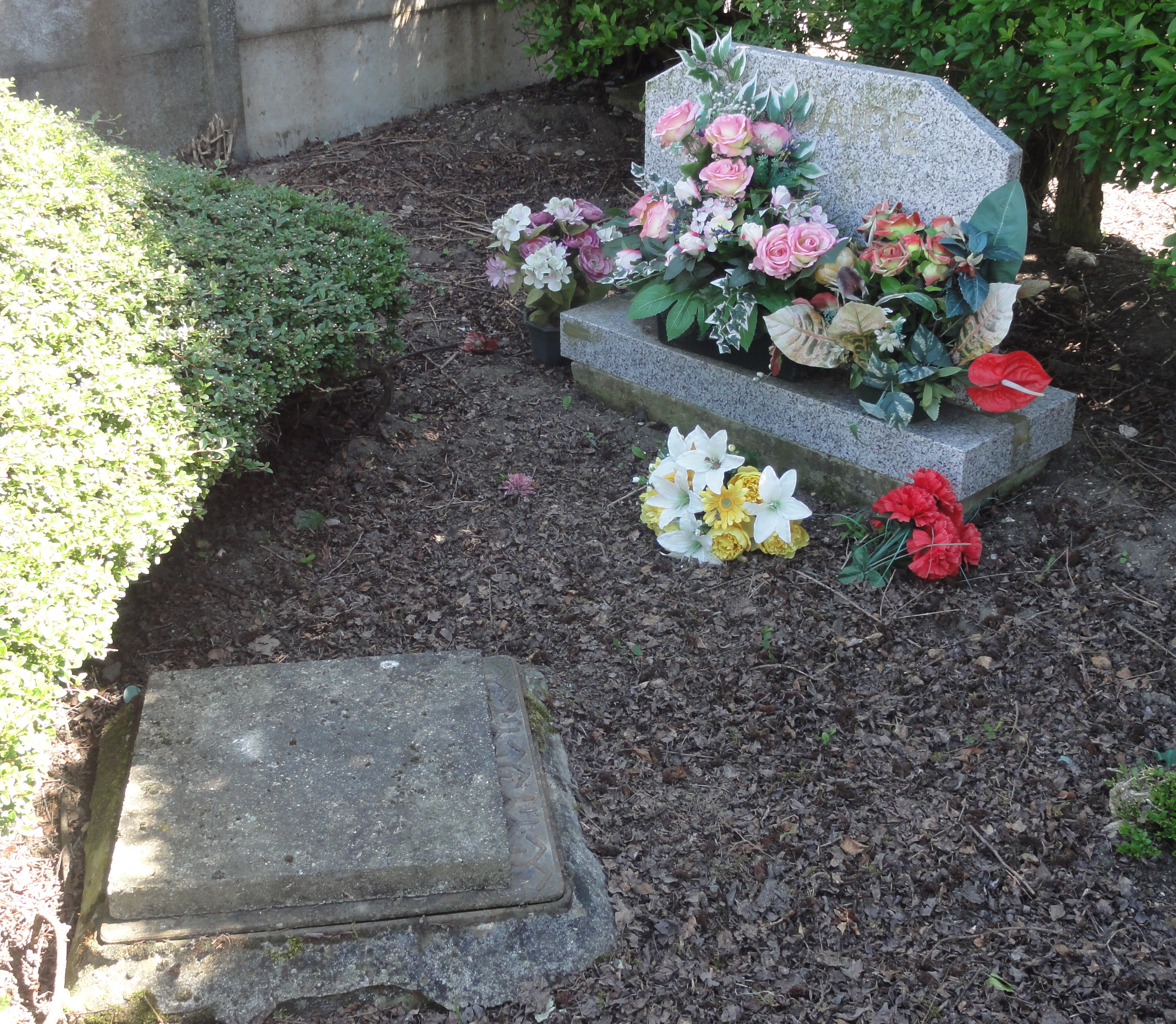
L'ossuaire.

## Personnalités inhumées
Il existe une tombe du Commonwealth, celle du pilote de la Royal Air Force G. C. Saunders, mort le 14 mai 1940 à l'âge de 23 ans. On y trouve la tombe de l'ancien maire de Fenain et conseiller général du canton de Marchiennes Grégoire Leleux. Il existe une tombe regroupant les résistants de la Seconde Guerre mondiale :  André Bridoux, Fortuné Dubois, Albert Defontaine, Charles Ringeval, Alexandre Bouchat, Antoine Levrangi, Eusebio Ferrari, Jules Bridoux, Guido Brandadoro, Alexandre Lesne, Charles Gawlowicz, Vincent Nesti et Albert Caby. Le sculpteur Julien Rémy y est inhumé.